# Master of Science
Ne doit pas être confondu avec Master of Science (France).
Le Master of Science (MSc) ou la Maîtrise ès sciences (M.Sc.) au Canada francophone est un grade universitaire des études scientifiques existant dans les pays de tradition universitaire anglo-saxonne.
Un diplôme en France porte le même nom. Toutefois, il s'inscrit dans un format totalement différent et ne doit pas être confondu avec cet homologue anglo-saxon.
Ce grade universitaire est obtenu en un à deux ans après l’obtention d’un premier grade.

## Histoire
Le Master of Science a été introduit pour la première fois à l'université du Michigan en 1858. L'un des premiers récipiendaires du diplôme était De Volson Wood, qui a obtenu une maîtrise ès sciences à l'Université du Michigan en 1859,.

## Canada
Au Canada, la Maîtrise ès sciences (M.Sc.), (ou Master of Science en anglais) est entièrement basée sur des cours, sur la recherche ou (plus généralement) un mélange. Les programmes durent généralement deux ans et la soutenance d'une thèse ou d'un mémoire scientifique est requise pour l'obtention du grade. Certaines universités l'exigent pour passer à un programme de doctorat (PhD).
Alors que certains étudiants terminent leur programme, d'autres l'utilisent comme passerelle vers des programmes de recherche doctorale. Après un an d'études et de recherche, de nombreux étudiants deviennent éligibles pour postuler directement à un programme de doctorat en philosophie (Ph.D.), sans avoir obtenu le diplôme de Maîtrise ès sciences en premier lieu.

## États-Unis
Le Master of Science (Magister Scientiæ) est normalement un diplôme à temps plein de deux ans souvent abrégé "MS" ou "MSc". Il s'agit du type principal dans la plupart des matières et peut être entièrement basé sur des cours, entièrement basé sur la recherche ou (plus généralement) une combinaison des deux. La combinaison implique souvent la rédaction et la soutenance d'une thèse ou la réalisation d'un projet de recherche qui représente l'aboutissement de la matière apprise.
Certaines universités utilisent les noms de diplômes latins et en raison de la flexibilité de l'ordre des mots en latin, Artium Magister (AM) ou Scientiæ Magister (SM ou Sc.M.) peuvent être utilisés dans certaines institutions.

## Royaume-Uni
Le Master of Science (MSc) est généralement un diplôme de troisième cycle enseigné, impliquant des conférences, des examens et une thèse de projet (occupant normalement un tiers du programme). Les programmes de maîtrise impliquent généralement un minimum d'une année d'études à temps plein (180 crédits britanniques, dont 150 doivent être au niveau de la maîtrise) et parfois jusqu'à 2 années d'études à temps plein (ou la période équivalente à temps partiel).
Le plus récent Master in Science (MSci ou M.Sci.) (Master of Natural Sciences at the University of Cambridge  ), est un master intégré de premier cycle (UG) proposé par les institutions britanniques depuis les années 1990. Il est proposé en tant que premier diplôme avec les trois premières années (quatre en Écosse) similaires à un cours de licence et une dernière année (120 crédits britanniques) au niveau de la maîtrise, y compris une thèse,. La qualification finale MSci est donc au même niveau qu'un MSc traditionnel.
Les diplômes de masters enseignés sont normalement classés en réussite, mérite et distinction (bien que certaines universités ne donnent pas de mérite). Certaines universités proposent également des programmes de maîtrise en recherche, où un projet ou un ensemble de projets plus longs est entrepris à temps plein; les diplômes de maîtrise par la recherche sont normalement réussis / échoués, bien que certaines universités puissent offrir une distinction.